# Герман Каравангелис
Герман (на гръцки: Γερμανός, Германос) е виден гръцки духовник, костурски митрополит и основен двигател на Гръцката въоръжена пропаганда в Западна Македония.

## Биография

### Ранни години
Роден е под името Стилианос Каравангелис (Στυλιανός Καραβαγγέλης) на 16 юни 1866 година в село Стипси на остров Лесбос, но в 1868 година семейството му се мести в Адрамити в Мала Азия, където той израства. В 1888 година завършва семинарията на Халки. На 3 юли 1888 година е ръкоположен за дякон под името Герман от партиарх Дионисий V Константинополски. Заминава да учи богословие и философия в Лайпцигския и Бонския университет. В 1891 година получава докторска степен по философия от Лайпциг, връща се в Османската империя и преподава в училището в Халки от 1891 до 1896 година.
В 1894 година патриарх Неофит VIII Константинополски го ръкополага за свещеник и му дава офикията архимандрит. В 1896 година е избран и на 25 февруари 1896 година е ръкоположен за хариуполски епископ, архиерейски наместник в Ставродроми, където работи за неутрализирането на френската католическа пропаганда в района. Ръкополагането му е извършено от патриарх Антим VII Константинополски в съслужение с митрополитите Филотей Никомидийски, Йероним Никейски, Натанаил Бурсенски, Стефан Митимнийски, Атанасий Лемноски, Висарион Драчки, Доротей Белградски, Никодим Еласонски, Софроний Карпатоски, Дионисий Елевтеруполски и Дионисий Рашко-Призренски.

### Костурски митрополит
На 21 октомври 1900 година Каравангелис оглавява епархията в западномакедонския град Костур. Каравангелис става основен организатор на Гръцката въоръжена пропаганда в Костур, като сътрудничи активно с гръцкия Македонски комитет, начело с Павлос Мелас, Йон Драгумис и Ламброс Коромилас. Каравангелис организира посрещането в Костурско на първите гръцки чети, съставени от гръцки военни, и привлича с пари някои дейци на ВМОРО в Костурско и Леринско като Коте Христов, Вангел Георгиев, Геле Търсиянски и Павел Киров и с тяхна помощ организира местни гъркомански чети. Каравангелис посочва за унищожение около 30 села в Костурско като Апоскеп, Бобища, Българска Блаца, Вишени, Дреновени, Загоричани, Дъмбени, Косинец, Мокрени, Орман, Смърдеш и други. За постигане на тази цел той казва на своите агенти:
| „ | Всяка постъпка, без оглед от характера на деянието, предварително е благословена от Бога | “ |

.
В помощ на гръцките интереси естествен съюзник са турската армия и администрация. Пред британския журналист Хенри Брайлсфорд Каравангелис заявява, че
| „ | съюзът с турците е само временен. Ще дойде великият ден, когато елинизмът ще предяви своите права. Но е необходимо първо да се смажат българите. | “ |

Герман Каравангелис по-късно отрича да е говорил за това с Брайлсфорд и го нарича „враг на гърците“.
Каравангелис директно координира действията си с турските офицери и организира съвместни акции срещу ВМОРО. На 10 август 1902 година той пише послание до солунския митрополит:
| „ | Турският всеобщ главатар Несат паша чрез моите разузнавачи поиска да узнае моето мнение за изпращане на поделение да прогони българските шайки. Отговорих му, за да се унищожат българските шайки, ще трябва в една нощ да се обсадят поне 40 села и да се хванат живи всички членове на шайките. Изпратих и каталог на тези села. Разбрах от каймакамина, че предстои пристигането на войскова сила от 1000 войници с цел да подгонят Комитета... след няколко дни ще имаме чудесно разтрисане из селата. | “ |

Слѣдъ 3—4 дни... въ Клисура пристигна и гръцкия владика отъ Костуръ, Германъ Каравангели. Заповѣдь се даде, всички селяни отъ изгоренитѣ села, забѣгнали въ Клисура, да се събератъ въ черквата св. Никола. Тукъ дойдоха Етхемь бей и владиката Каравангели. Командантинътъ силно разгнѣвенъ взе да се разхожда въ черквата между населението... Етхемъ паша се намираше между живи трупове. Мъртвитѣ трупове се търкаляха по изгоренитѣ села и по планинитѣ и даваха богата храна на кучетата и хищнитѣ звѣрове. Пашата крачеше и викаше: „Всички ще бѫдете изклани, защото всички сте комити!“ Пашата говори много, заплашва ни... Най-сетнѣ Етхемъ бей прибави: „Нъ има едно срѣдство да се отървете. То е ако вие речете, че ставате гърци и всичкитѣ цѣлунете рѫка на деспотъ ефенди.“ Тогава всички живи трупове... се спуснаха по посока къмъ гръцкия владика. Нъ той ги спрѣ, като покани най-напрѣдъ свещеницитѣ. Нареди ги прѣдъ царскитѣ врата на черквата и ги накара да легнатъ. Владиката взе да гази всѣки трупъ отдѣлно, като заповѣдваше да излѣзе злия духъ отъ него. Слѣдъ това всички цѣлунаха му р&ка, а неговитѣ хора прѣдставиха на селянитѣ отъ всѣко село да подпишатъ по едно заявление на турски езикъ, чрѣзъ което се явяваше на властьта, че за напрѣдъ селото, като се отметнува отъ Бълг. екзархия, ще припознава Гръцката патриаршия. Тогава гръцкиятъ владика заповѣда да ни се раздаде по половинъ ока хлѣбъ всѣкиму.
...гръцкиятъ владика Каравангели влѣзълъ съ войска, изпочупилъ портретитѣ въ училището и кандилата въ параклиса, като е грабналъ и изнелъ по скѫпитѣ вещи. Войскитѣ едва прѣди мѣсецъ освободиха училището. Повикаха ме да ми го прѣдадатъ, ала азъ не го приехъ, защото въ него и параклиса останаха само голи стѣни. Властьта тогава го запечати, та и до сега стои така. Нъ гръцкиятъ владика не се задоволи само съ тоя си подвигъ. Той се възползува отъ положението, когато цѣлата страна бѣ окупирана отъ многобройни войски, излѣзе по селата и извърши редъ злодѣяния, за които ца друго мѣсто би билъ сѫденъ като истински разбойникъ. Той прѣдлагаше на населението и на свещеницитѣ да подписватъ заявления, че ставатъ гърци. Който се противѣше, убиваше се. Така мѫченически загинаха по исканието на гръцкия митрополитъ, освѣнъ двамата свещеници, които по-горѣ споменахъ, още и свещ. Михаилъ стъ с. Апоскепъ, свещ. Трифунъ отъ с. Вишени, свещ. Данаилъ отъ с. Мокрени и свещеницитѣ отъ Черновища и Дрѣновени. А ония български свещеници, които не успѣха да убиятъ, хвърлиха ги въ затворъ, дѣто и до сега лежатъ. Чисти екзархийски села не останаха въ епархията. Нъ скоро бурята замина. Българското население сега вече гледа на гръцкия владика, като на най голѣмъ свой неприятель и счита себе си въ духовно отношение, така както е било прѣди възстанието. Даже и ония български села, които до възстанието сѫ зависѣли духовно отъ Патриаршията, сега я отхвърлятъ, като гледатъ дѣлата на владицитѣ. Подписанитѣ заявления прѣзъ врѣме на потушвание на възстанието отъ само себе се анюлиратъ.
С пари и насилие Каравангелис се опитва да спре преминаването на българските села в Костурско към Българската екзархия. По време на потушаването на Илинденско-Преображенското въстание Каравангелис присъства на опожаряването на селата Българска Блаца, Черешница и Вишени, като лично настоява за убийството на по-видните българи. Заедно с подпомагащата османците чета на Вангел Георгиев, Каравангелис придружава османските потери и предлага на заплашените от опожаряване села ходатайство срещу минаване под лоното на Патриаршията:
| „ | Откажете се от анатемосаната Екзархия и се завърнете в светото лоно на Светата Православна църква, ако не искате да изгорите живи като мишки в кафез. | “ |

По този начин около 140 села са били принудени да признаят своя „гръцки произход“. Същите тези села, след като им е дадена султанска амнистия по настояване на Великите сили, отново масово и писмено се приобщават към Българската екзархия.
В 1903 година Каравангелис плаща 50 лири на Коте Христов да убие войводата Лазар Поптрайков и окачва снимка на отрязаната му глава в кабинета си. Признава това в спомените си, но го отрича пред британски журналист. Каравангелис е и организатор на кървавата сватба в село Зелениче и клането в Загоричани.

### По-късна дейност
Заради почти откритата ревоюлюционна дейност в 1907 година Патриаршията е принудена да отзове Каравангелис от Костур и на 5 февруари 1908 година го изпраща като митрополит в Амасия. От 20 ноември 1912 година до 28 януари 1913 година е наместник на патриаршеския трон в Константинопол. В 1914 година Каравангелис успява да спре настаняването на турски бежанци в гръцките села в Понт, а в 1916 година спасява град Самсун от опожаряване. По време на арменския геноцид се опитва да помага на арменското население. В 1917 година е арестуван от турските власти, а по време на Гръцко-турската война на 7 юни 1921 година задочно е осъден на смърт, но е спасен от Патриаршията като е назначен за янински митрополит на 27 октомври 1922 година. В 1913 и в 1921 година е сред кандидатите за патриаршеския престол, а в 1923 година е предложен за архиепископ на Гърция, но не е избран. В 1924 година е назначен за унгарски митрополит и екзарх на Централна Европа със седалище във Виена. На 12 август 1924 година отново е избран за амасийски митрополит, но не пристига в епархията си поради смъртната си присъда и остава във Виена като патриаршески екзарх за Централна Европа.
Умира от инфаркт във Виена на 10 февруари 1935 година. В 1959 година костите му са пренесени в Костур. Днес в Гърция Каравангелис е смятан за национален герой.